# Щитоноска (танкетка)
«Щитоноска» («Вездеходный бронированный пулемёт „Щитоноска“») — проект советской танкетки, разработанный в 1919 году. «Щитоноска» считается одним из первых в мире сверхлёгких танков. Прототип построен не был, проект остался на бумаге.

## История создания
Танкетка разрабатывалась в 1919 году российским инженером Максимовым, однако проект так и не был реализован. Из-за многочисленных проблем, а именно из-за сложности одновременного управления и ведения огня одним членом экипажа а также потому, что Красная Армия начала ознакомление с трофейными танками Рено ФТ-17, превосходившими «Щитоноску» по большинству характеристик.

## Конструкция
«Щитоноска» представляла собой легко бронированную танкетку, в носовой части которой был установлен пулемет Кольт образца 1895 года или Максима образца 1910 года, водитель-пулеметчик размещался за ним в полу-лежачем состоянии, над головой водителя пулеметчика находился бронеколпак, через который производилась посадка в танк.